# Умствена молитва
Умствената молитва е вид молитва, препоръчвана от Римокатолическата църква. При нея човек „говори“ с Бог, като го възприема за приятел и осъществява диалог с него. Разликата между умствената молитва и другите молитви е, че в нея не е нужно да се използват цитати или откъси от библията, нито самата молитва да бъде изричана на глас. Днес умствената молитва е изключително разпространена в света. Много от хората, говорели и продължават да обсъждат темата за умствените молитви. Много от духовниците обаче са на едно и също мнение, а то е, че чрез молитвите човек ще се спаси.

## Известни цитати за моленето
Майка Тереза е казала, че е невъзможно човек да бъде щастлив, без да е изрекъл поне един път така наречената умствена молитва.
Света Тереза Авилска е казала:Този, който отрича тези молитви няма да има нужда от дявола, за да го занесе в ада. Той сам ще се отведе там.
Йоан Павел II е казал:"Ние всички ще бъдем спасени от Човек, който ще ни помогне. Аз съм с ТЕБ!"
Бенедикт XVI е казал:"Има един АЗ, който иска да бъде с нас, да ни помага. Той ни чува, вижда, усеща, говори и общува с тези, които се молят.